# 宋宏道
宋宏道，北直隶乐亭县人，明朝政治人物、進士出身。
洪武十八年（1385年）乙丑科，登進士。曾任右佥都御史。